# Gregurovec (Mihovljan)
Pour les articles homonymes, voir Gregurovec.
Gregurovec est un village de la municipalité de Mihovljan (comitat de Krapina-Zagorje) en Croatie. Au recensement de 2011, le village comptait 332 habitants.